# Zastava Rusije
Zastava Ruske Federacije se sastoji od tri jednako široke vodoravne pruge bijele, plave i crvene boje. Proglašena je 22. kolovoza 1991.
Oblik vodoravne trobojnice je po nekim izvorima djelo Petra I. Velikog kojemu je pri izradi mornaričke zastave uzor bila nizozemska trobojnica. Ovakva je zastava dugo službeno korištena samo kao mornarička zastava, ali je s vremenom prerasla u jedan od najpoznatijih simbola Rusije tako da je 7. svibnja 1883. službeno odobrena njena upotreba na kopnu.
U prvoj polovici 19. stoljeća boje ruske zastave i vodoravni raspored pruga preuzeo je panslavenski pokret pa su na njenom temelju 1848. stvorene zastave mnogih slavenskih naroda. Najsličnije su ruskoj zastave Slovenije i Slovačke, a slična joj je (iako s različitim rasporedom boja) i zastava Srbije. Bugarska ima isti raspored, ali zamjenjuje plavu boju zelenom.

## Vanjske poveznice
Zastava Ruske Federacije na stranicama Flags of the World

- (rus.) kremlin.ru  Arhivirana inačica izvorne stranice od 1. listopada 2012. (Wayback Machine) (arhiv mrežnoga mjesta)